# Rob Dillingham
Robert Deon Potasi Dillingham, detto Rob (Hickory, 4 gennaio 2005), è un cestista statunitense, professionista nella NBA con i Minnesota Timberwolves.

## Carriera

### Donda Academy, Overtime Elite e NCAA
Già noto prospetto della pallacanestro, nel 2021 ha deciso di trasferirsi alla Donda Academy, programma liceale appena fondato dal rapper Kanye West con sede a Simi Valley, California. Nel novembre 2022 Dillingham ha lasciato la Donda Academy in seguito alle controversie emerse attorno all'artista.
Reclutato a giugno 2022 dall'Università del Kentucky, Dillingham ha firmato un contratto con la Overtime Elite, una lega professionistica con sede ad Atlanta aperta a giocatori di età compresa tra 16 e 20 anni, assicurandosi di rimanere eleggibile per giocare nella NCAA l'anno seguente. Ha giocato con i Cold Hearts, una delle sei squadre del campionato.
Si è quindi unito ai Kentucky Wildcats per la stagione 2023-2024 come guardia di riserva per poi dichiararsi eleggibile al draft NBA 2024.

### NBA
Dillingham è stato selezionato con l'ottava scelta assoluta dai San Antonio Spurs, per poi essere scambiato ai Minnesota Timberwolves per due future scelte.

### Nazionale
Con la nazionale statunitense ha vinto il campionato americano maschile di pallacanestro Under-16 2021, di cui è stato eletto MVP.

## Statistiche

### Overtime Elite
| Anno      | Squadra     | PG | PT | MP   | TC%  | 3P%  | TL%  | RP  | AP  | PRP | SP  | PP   |
| --------- | ----------- | -- | -- | ---- | ---- | ---- | ---- | --- | --- | --- | --- | ---- |
| 2022-2023 | Cold Hearts | 14 | -  | 27,6 | 33,3 | 31,9 | 84,4 | 3,5 | 4,7 | 2,5 | 0,3 | 14,7 |
| Carriera  | Carriera    | 14 | -  | 27,6 | 33,3 | 31,9 | 84,4 | 3,5 | 4,7 | 2,5 | 0,3 | 14,7 |

### NCAA
| Anno      | Squadra           | PG | PT | MP   | TC%  | 3P%  | TL%  | RP  | AP  | PRP | SP  | PP   |
| --------- | ----------------- | -- | -- | ---- | ---- | ---- | ---- | --- | --- | --- | --- | ---- |
| 2023-2024 | Kentucky Wildcats | 32 | 1  | 23,3 | 47,5 | 44,4 | 79,6 | 2,9 | 3,9 | 1,0 | 0,1 | 15,2 |
| Carriera  | Carriera          | 32 | 1  | 23,3 | 47,5 | 44,4 | 79,6 | 2,9 | 3,9 | 1,0 | 0,1 | 15,2 |

### NBA

#### Regular Season
| Anno      | Squadra            | PG | PT | MP   | TC%  | 3P%  | TL%  | RP  | AP  | PRP | SP  | PP  |
| --------- | ------------------ | -- | -- | ---- | ---- | ---- | ---- | --- | --- | --- | --- | --- |
| 2024-2025 | Minnesota T'wolves | 49 | 1  | 10,5 | 44,1 | 33,8 | 53,3 | 1,0 | 2,0 | 0,4 | 0,0 | 4,5 |
| Carriera  | Carriera           | 49 | 1  | 10,5 | 44,1 | 33,8 | 53,3 | 1,0 | 2,0 | 0,4 | 0,0 | 4,5 |

#### Playoffs
| Anno     | Squadra            | PG | PT | MP  | TC%  | 3P%  | TL%  | RP  | AP  | PRP | SP  | PP  |
| -------- | ------------------ | -- | -- | --- | ---- | ---- | ---- | --- | --- | --- | --- | --- |
| 2025     | Minnesota T'wolves | 3  | 0  | 5,3 | 37,5 | 50,0 | 50,0 | 0,7 | 2,3 | 0,0 | 0,0 | 2,7 |
| Carriera | Carriera           | 3  | 0  | 5,3 | 37,5 | 50,0 | 50,0 | 0,7 | 2,3 | 0,0 | 0,0 | 2,7 |

### G League
| Anno      | Squadra     | PG | PT | MP   | TC%  | 3P% | TL%  | RP  | AP  | PRP | SP  | PP   |
| --------- | ----------- | -- | -- | ---- | ---- | --- | ---- | --- | --- | --- | --- | ---- |
| 2024-2025 | Iowa Wolves | 2  | 2  | 28,0 | 31,9 | 8,3 | 85,7 | 6,5 | 6,0 | 2,0 | 0,0 | 19,5 |
| Carriera  | Carriera    | 2  | 2  | 28,0 | 31,9 | 8,3 | 85,7 | 6,5 | 6,0 | 2,0 | 0,0 | 19,5 |